# Frederick Arthur Verner

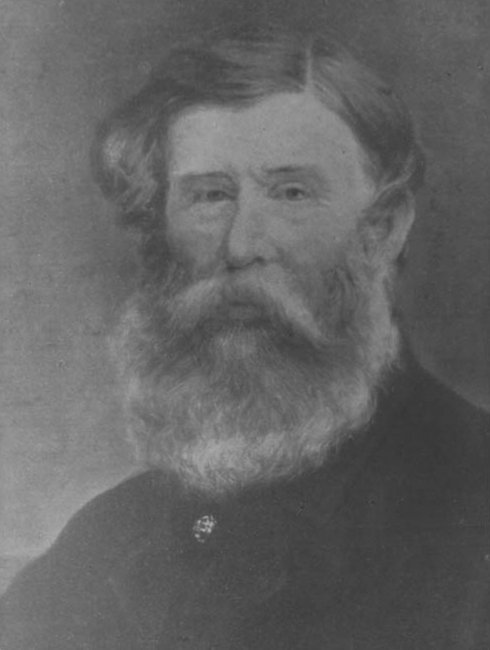
Fotografia da pintura de Verner de Paul Kane.

Frederick Arthur Verner (Sheridan, Ontário, 26 de fevereiro de 1836 – 16 de maio de 1928) foi um pintor canadense, famoso por suas pinturas de paisagens e cenários das planícies do Oeste do Canadá.

## Biografia
Verner nasceu em Sheridan, Ontario, que era então chamada de Hammondsville, no Canadá Superior. Já desde menino ele era fascinado e inspirado pelas pinturas de Paul Kane e tentou convencer este renomado pintor a torná-lo seu aluno, mas não conseguiu. 
Pouco tempo depois, ele foi para Londres, onde estudou na Hetherleys Academy of Arts de 1856 a 1860, antes de ingressar no Exército britânico, alistando-se no 3.º regimento West York. Retornou a Toronto em 1862, onde trabalhou primeiro em colorir fotografias e depois como fotógrafo. Durante este tempo, ele tornou-se amigo de seu ídolo de muitos anos Paul Kane. 
O trabalho de Verner é, como o de Kane, também focado nas cenas do Oeste canadense e também às vezes baseado em esboços de campo, embora Verner não tenha viajado tão constantemente como Kane tinha feito. Muitas de suas pinturas são baseadas em esboços feitos quando ele acompanhou Alexander Morris na assinatura do terceiro Tratado de Northwest Angle no lago dos Bosques em 1873. Em 1880, Verner mudou-se definitivamente para Londres, mas continuou a visitar o Canadá esporadicamente para pintar, e realizava exposições frequentes de suas pinturas em Toronto. 
Em 1893, ele tornou-se membro da Royal Canadian Academy.

## Leituras adicionais
- Murray, J.: The Last Buffalo: The Story of Frederick Arthur Verner, Painter of the Canadian West, Pagurian Press, Toronto 1984. ISBN 0-88932-130-2.